# Sowjetischer Fußballpokal 1981
Der Sowjetische Fußballpokal 1981 war die 40. Austragung des sowjetischen Pokalwettbewerbs der Männer. Pokalsieger wurde SKA Rostow. Das Team setzte sich im Finale gegen Spartak Moskau durch. Rostow qualifizierte sich durch den Sieg für den Europapokal der Pokalsieger.

## Modus
An dem Wettbewerb nahmen die 18 Erstligisten, die 24 Zweitligisten und die 6 Play-off-Verlierer der drittklassigen Wtoraja Liga teil. Die Teams wurden in sechs Gruppen zu je sechs Mannschaften und zwei Gruppen mit fünf Mannschaften aufgeteilt. Für einen Sieg gab es zwei Punkte, für ein Unentschieden einen Punkt und für eine Niederlage null. Die Ersten und Zweiten der sechs Gruppen mit sechs Teams, sowie die Sieger der Gruppen mit fünf Teams gelangten in die K.-o-Runde. Dort waren Dynamo Moskau und Europapokalsieger Dinamo Tiflis direkt startberechtigt.
Stand es in den K.-o.-Spielen nach regulärer Spielzeit unentschieden, wurde das Spiel um zweimal 15 Minuten verlängert. Stand danach kein Sieger fest, wurden der Sieger per Elfmeterschießen ermittelt.

## Teilnehmende Teams
| Wysschaja Liga (18) | Wysschaja Liga (18) | Perwaja Liga (24) | Perwaja Liga (24) | Wtoraja Liga (6)                                                                                                |
| --- | --- | --- | --- | --- |
| - Dynamo Moskau - Spartak Moskau - Torpedo Moskau - ZSKA Moskau - Ararat Jerewan - Dynamo Kiew - Dinamo Minsk - Dinamo Tiflis - Dnjepr Dnjepropetrowsk | - Kairat Alma-Ata - Kuban Krasnodar - Neftçi Baku - Pachtakor Taschkent - SKA Rostow - Schachtjor Donezk - Tawrija Simferopol - Tschernomorez Odessa - Zenit Leningrad | - Buston Jizzax - Dynamo Stawropol - Fakel Woronesch - Guria Lantschchuti - Iskra Smolensk - Karpaty Lwow - Kolos Nikopol - Kusbass Kemerowo - Lokomotive Moskau - Metallist Charkow - Metallurg Saporoschje - Nistru Kischinjow | - Pamir Duschanbe - Prikarpattja Iwano-Frankowsk - Sarja Woroschilowgrad - Schinnik Jaroslawl - SKA Chabarowsk - SKA Kiew - SKA Odessa - Spartak Kostroma - Spartak Ordschonikidse - Torpedo Kutaissi - Traktor Pawlodar - FK Žalgiris Vilnius | - Chimik Grodno - Dynamo Barnaul - Dinamo Samarkand - Lokomotive Samtredia - Rotor Wolgograd - Torpedo Toljatti |

## Gruppenphase

### Gruppe 1
| Datum      |                              | Ergebnis |                              |
| ---------- | ---------------------------- | -------- | ---------------------------- |
| 20.02.1981 | Dynamo Kiew                  | 1:0      | Chimik Grodno                |
| 20.02.1981 | Kairat Alma-Ata              | 1:0      | Prikarpattja Iwano-Frankowsk |
| 20.02.1981 | Karpaty Lwow                 | 1:1      | Nistru Kischinjow            |
| 23.02.1981 | Dynamo Kiew                  | 0:0      | Prikarpattja Iwano-Frankowsk |
| 23.02.1981 | Kairat Alma-Ata              | 2:0      | Nistru Kischinjow            |
| 23.02.1981 | Karpaty Lwow                 | 5:0      | Chimik Grodno                |
| 26.02.1981 | Dynamo Kiew                  | 3:1      | Karpaty Lwow                 |
| 26.02.1981 | Kairat Alma-Ata              | 5:0      | Chimik Grodno                |
| 26.02.1981 | Nistru Kischinjow            | 0:0      | Prikarpattja Iwano-Frankowsk |
| 01.03.1981 | Dynamo Kiew                  | 2:0      | Nistru Kischinjow            |
| 01.03.1981 | Karpaty Lwow                 | 1:0      | Kairat Alma-Ata              |
| 01.03.1981 | Prikarpattja Iwano-Frankowsk | 1:0      | Chimik Grodno                |
| 05.03.1981 | Dynamo Kiew                  | 3:0      | Kairat Alma-Ata              |
| 05.03.1981 | Karpaty Lwow                 | 0:0      | Prikarpattja Iwano-Frankowsk |
| 05.03.1981 | Nistru Kischinjow            | 2:1      | Chimik Grodno                |

| Pl. | Verein                       | Sp. | S | U | N | Tore    | Diff. | Punkte |
| --- | ---------------------------- | --- | - | - | - | ------- | ----- | ------ |
| 1.  | Dynamo Kiew                  | 5   | 4 | 1 | 0 | 009:100 | +8    | 09:10  |
| 2.  | Kairat Alma-Ata              | 5   | 3 | 0 | 2 | 008:400 | +4    | 06:40  |
| 3.  | Karpaty Lwow                 | 5   | 2 | 2 | 1 | 008:400 | +4    | 06:40  |
| 4.  | Prikarpattja Iwano-Frankowsk | 5   | 1 | 3 | 1 | 001:100 | ±0    | 05:50  |
| 5.  | Nistru Kischinjow            | 5   | 1 | 2 | 2 | 003:600 | −3    | 04:60  |
| 6.  | Chimik Grodno                | 5   | 0 | 0 | 5 | 001:140 | −13   | 0:10   |

### Gruppe 2
| Datum      |                       | Ergebnis |                       |
| ---------- | --------------------- | -------- | --------------------- |
| 20.02.1981 | Kuban Krasnodar       | 3:0      | Lokomotive Samtredia  |
| 20.02.1981 | Kusbass Kemerowo      | 0:0      | Metallurg Saporoschje |
| 23.02.1981 | Metallurg Saporoschje | 2:0      | Lokomotive Samtredia  |
| 23.02.1981 | Schachtjor Donezk     | 2:0      | Kusbass Kemerowo      |
| 26.02.1981 | Kusbass Kemerowo      | 1:0      | Kuban Krasnodar       |
| 26.02.1981 | Schachtjor Donezk     | 2:1      | Metallurg Saporoschje |
| 01.03.1981 | Metallurg Saporoschje | 3:0      | Kuban Krasnodar       |
| 01.03.1981 | Schachtjor Donezk     | 1:0      | Lokomotive Samtredia  |
| 05.03.1981 | Kusbass Kemerowo      | 1:0      | Lokomotive Samtredia  |
| 05.03.1981 | Schachtjor Donezk     | 1:1      | Kuban Krasnodar       |

| Pl. | Verein                | Sp. | S | U | N | Tore    | Diff. | Punkte |
| --- | --------------------- | --- | - | - | - | ------- | ----- | ------ |
| 1.  | Schachtjor Donezk     | 4   | 3 | 1 | 0 | 006:200 | +4    | 07:10  |
| 2.  | Metallurg Saporoschje | 4   | 2 | 1 | 1 | 006:200 | +4    | 05:30  |
| 3.  | Kusbass Kemerowo      | 4   | 2 | 1 | 1 | 002:200 | ±0    | 05:30  |
| 4.  | Kuban Krasnodar       | 4   | 1 | 1 | 2 | 004:500 | −1    | 03:50  |
| 5.  | Lokomotive Samtredia  | 4   | 0 | 0 | 4 | 000:700 | −7    | 0:80   |

### Gruppe 3
| Datum      |                       | Ergebnis |                       |
| ---------- | --------------------- | -------- | --------------------- |
| 17.02.1981 | Zenit Leningrad       | 4:1      | Sarja Woroschilowgrad |
| 17.02.1981 | Iskra Smolensk        | 1:1      | Torpedo Kutaissi      |
| 17.02.1981 | Neftçi Baku           | 2:1      | SKA Chabarowsk        |
| 20.02.1981 | Zenit Leningrad       | 1:3      | Iskra Smolensk        |
| 20.02.1981 | Neftçi Baku           | 1:1      | Sarja Woroschilowgrad |
| 20.02.1981 | Torpedo Kutaissi      | 1:1      | SKA Chabarowsk        |
| 23.02.1981 | Sarja Woroschilowgrad | 3:0      | SKA Chabarowsk        |
| 23.02.1981 | Zenit Leningrad       | 8:1      | Torpedo Kutaissi      |
| 23.02.1981 | Neftçi Baku           | 2:1      | Iskra Smolensk        |
| 26.02.1981 | Zenit Leningrad       | 2:1      | SKA Chabarowsk        |
| 26.02.1981 | Iskra Smolensk        | 2:1      | Sarja Woroschilowgrad |
| 26.02.1981 | Torpedo Kutaissi      | 2:1      | Neftçi Baku           |
| 01.03.1981 | Sarja Woroschilowgrad | 0:0      | Torpedo Kutaissi      |
| 01.03.1981 | Zenit Leningrad       | 3:3      | Neftçi Baku           |
| 01.03.1981 | Iskra Smolensk        | 2:0      | SKA Chabarowsk        |

| Pl. | Verein                | Sp. | S | U | N | Tore    | Diff. | Punkte |
| --- | --------------------- | --- | - | - | - | ------- | ----- | ------ |
| 1.  | Zenit Leningrad       | 5   | 3 | 1 | 1 | 018:900 | +9    | 07:30  |
| 2.  | Iskra Smolensk        | 5   | 3 | 1 | 1 | 009:500 | +4    | 07:30  |
| 3.  | Neftçi Baku           | 5   | 2 | 2 | 1 | 009:800 | +1    | 06:40  |
| 4.  | Torpedo Kutaissi      | 5   | 1 | 3 | 1 | 005:110 | −6    | 05:50  |
| 5.  | Sarja Woroschilowgrad | 5   | 1 | 2 | 2 | 006:700 | −1    | 04:60  |
| 6.  | FK SKA-Chabarowsk     | 5   | 0 | 1 | 4 | 003:100 | −7    | 01:90  |

### Gruppe 4
| Datum      |                        | Ergebnis |                        |
| ---------- | ---------------------- | -------- | ---------------------- |
| 20.02.1981 | Guria Lantschchuti     | 2:2      | Dynamo Stawropol       |
| 20.02.1981 | Dinamo Minsk           | 0:0      | Spartak Ordschonikidse |
| 23.02.1981 | Guria Lantschchuti     | 1:1      | Spartak Ordschonikidse |
| 23.02.1981 | Dnjepr Dnjepropetrowsk | 0:0      | Dynamo Stawropol       |
| 26.02.1981 | Dinamo Minsk           | 1:0      | Dynamo Stawropol       |
| 26.02.1981 | Dnjepr Dnjepropetrowsk | 1:1      | Guria Lantschchuti     |
| 01.03.1981 | Dinamo Minsk           | 0:0      | Guria Lantschchuti     |
| 01.03.1981 | Spartak Ordschonikidse | 3:1      | Dnjepr Dnjepropetrowsk |
| 05.03.1981 | Dinamo Minsk           | 3:1      | Dnjepr Dnjepropetrowsk |
| 05.03.1981 | Spartak Ordschonikidse | 0:0      | Dynamo Stawropol       |

| Pl. | Verein                 | Sp. | S | U | N | Tore    | Diff. | Punkte |
| --- | ---------------------- | --- | - | - | - | ------- | ----- | ------ |
| 1.  | Dinamo Minsk           | 4   | 2 | 2 | 0 | 004:100 | +3    | 06:20  |
| 2.  | Spartak Ordschonikidse | 4   | 1 | 3 | 0 | 004:200 | +2    | 05:30  |
| 3.  | Guria Lantschchuti     | 4   | 0 | 0 | 4 | 004:400 | ±0    | 0:80   |
| 4.  | Dynamo Stawropol       | 4   | 0 | 3 | 1 | 002:300 | −1    | 03:50  |
| 5.  | Dnjepr Dnjepropetrowsk | 4   | 0 | 2 | 2 | 003:700 | −4    | 02:60  |

### Gruppe 5
| Datum      |                     | Ergebnis |                     |
| ---------- | ------------------- | -------- | ------------------- |
| 20.02.1981 | FK Žalgiris Vilnius | 4:1      | SKA Kiew            |
| 20.02.1981 | ZSKA Moskau         | 5:1      | Torpedo Toljatti    |
| 21.02.1981 | Dynamo Moskau       | 2:0      | Schinnik Jaroslawl  |
| 23.02.1981 | ZSKA Moskau         | 4:0      | FK Žalgiris Vilnius |
| 23.02.1981 | Schinnik Jaroslawl  | 4:0      | SKA Kiew            |
| 24.02.1981 | Dynamo Moskau       | 2:1      | Torpedo Toljatti    |
| 26.02.1981 | ZSKA Moskau         | 2:0      | SKA Kiew            |
| 26.02.1981 | Schinnik Jaroslawl  | 2:0      | Torpedo Toljatti    |
| 27.02.1981 | Dynamo Moskau       | 1:1      | FK Žalgiris Vilnius |
| 02.03.1981 | Dynamo Moskau       | 2:0      | SKA Kiew            |
| 02.03.1981 | FK Žalgiris Vilnius | 3:1      | Torpedo Toljatti    |
| 02.03.1981 | ZSKA Moskau         | 2:1      | Schinnik Jaroslawl  |
| 05.03.1981 | Dynamo Moskau       | 2:0      | ZSKA Moskau         |
| 05.03.1981 | FK Žalgiris Vilnius | 2:0      | Schinnik Jaroslawl  |
| 05.03.1981 | Torpedo Toljatti    | 1:0      | SKA Kiew            |

| Pl. | Verein              | Sp. | S | U | N | Tore    | Diff. | Punkte |
| --- | ------------------- | --- | - | - | - | ------- | ----- | ------ |
| 1.  | Dynamo Moskau       | 5   | 4 | 1 | 0 | 009:200 | +7    | 09:10  |
| 2.  | ZSKA Moskau         | 5   | 4 | 0 | 1 | 013:400 | +9    | 08:20  |
| 3.  | FK Žalgiris Vilnius | 5   | 3 | 1 | 1 | 010:700 | +3    | 07:30  |
| 4.  | Schinnik Jaroslawl  | 5   | 2 | 0 | 3 | 007:600 | +1    | 04:60  |
| 5.  | Torpedo Toljatti    | 5   | 1 | 0 | 4 | 004:120 | −8    | 02:80  |
| 6.  | SKA Kiew            | 5   | 0 | 0 | 5 | 001:130 | −12   | 0:10   |

### Gruppe 6
| Datum      |                     | Ergebnis |                     |
| ---------- | ------------------- | -------- | ------------------- |
| 20.02.1981 | Pamir Duschanbe     | 2:0      | Buston Jizzax       |
| 20.02.1981 | Pachtakor Taschkent | 1:1      | Dinamo Samarkand    |
| 20.02.1981 | SKA Rostow          | 2:1      | Traktor Pawlodar    |
| 23.02.1981 | Buston Jizzax       | 1:1      | Dinamo Samarkand    |
| 23.02.1981 | Pamir Duschanbe     | 1:0      | SKA Rostow          |
| 23.02.1981 | Pachtakor Taschkent | 1:0      | Traktor Pawlodar    |
| 26.02.1981 | Pamir Duschanbe     | 0:0      | Pachtakor Taschkent |
| 26.02.1981 | SKA Rostow          | 1:0      | Buston Jizzax       |
| 26.02.1981 | Traktor Pawlodar    | 2:0      | Dinamo Samarkand    |
| 01.03.1981 | Pamir Duschanbe     | 3:1      | Traktor Pawlodar    |
| 01.03.1981 | Pachtakor Taschkent | 1:0      | Buston Jizzax       |
| 01.03.1981 | SKA Rostow          | 0:2      | Dinamo Samarkand    |
| 05.03.1981 | Buston Jizzax       | 1:0      | Traktor Pawlodar    |
| 05.03.1981 | Pamir Duschanbe     | 2:0      | Dinamo Samarkand    |
| 05.03.1981 | SKA Rostow          | 1:0      | Pachtakor Taschkent |

| Pl. | Verein              | Sp. | S | U | N | Tore    | Diff. | Punkte |
| --- | ------------------- | --- | - | - | - | ------- | ----- | ------ |
| 1.  | Pamir Duschanbe     | 5   | 4 | 1 | 0 | 008:100 | +7    | 09:10  |
| 2.  | SKA Rostow          | 5   | 3 | 0 | 2 | 004:400 | ±0    | 06:40  |
| 3.  | Pachtakor Taschkent | 5   | 2 | 2 | 1 | 003:200 | +1    | 06:40  |
| 4.  | Dinamo Samarkand    | 5   | 1 | 2 | 2 | 004:600 | −2    | 04:60  |
| 5.  | Buston Jizzax       | 5   | 1 | 1 | 3 | 002:500 | −3    | 03:70  |
| 6.  | Traktor Pawlodar    | 5   | 1 | 0 | 4 | 004:700 | −3    | 02:80  |

### Gruppe 7
| Datum      |                      | Ergebnis |                      |
| ---------- | -------------------- | -------- | -------------------- |
| 20.02.1981 | Tawrija Simferopol   | 2:0      | Dynamo Barnaul       |
| 20.02.1981 | Fakel Woronesch      | 0:3      | Kolos Nikopol        |
| 20.02.1981 | Tschernomorez Odessa | 2:1      | Lokomotive Moskau    |
| 23.02.1981 | Tawrija Simferopol   | 1:0      | Kolos Nikopol        |
| 23.02.1981 | Fakel Woronesch      | 1:1      | Lokomotive Moskau    |
| 23.02.1981 | Tschernomorez Odessa | 4:1      | Dynamo Barnaul       |
| 26.02.1981 | Kolos Nikopol        | 1:0      | Tschernomorez Odessa |
| 26.02.1981 | Lokomotive Moskau    | 2:0      | Dynamo Barnaul       |
| 26.02.1981 | Tawrija Simferopol   | 3:1      | Fakel Woronesch      |
| 01.03.1981 | Kolos Nikopol        | 3:2      | Dynamo Barnaul       |
| 01.03.1981 | Tawrija Simferopol   | 0:1      | Lokomotive Moskau    |
| 01.03.1981 | Tschernomorez Odessa | 1:0      | Fakel Woronesch      |
| 05.03.1981 | Lokomotive Moskau    | 4:2      | Kolos Nikopol        |
| 05.03.1981 | Tawrija Simferopol   | 2:3      | Tschernomorez Odessa |
| 05.03.1981 | Fakel Woronesch      | 3:1      | Dynamo Barnaul       |

| Pl. | Verein               | Sp. | S | U | N | Tore    | Diff. | Punkte |
| --- | -------------------- | --- | - | - | - | ------- | ----- | ------ |
| 1.  | Tschernomorez Odessa | 5   | 4 | 0 | 1 | 010:500 | +5    | 08:20  |
| 2.  | Lokomotive Moskau    | 5   | 3 | 1 | 1 | 009:500 | +4    | 07:30  |
| 3.  | Tawrija Simferopol   | 5   | 3 | 0 | 2 | 008:200 | +6    | 06:40  |
| 4.  | Kolos Nikopol        | 5   | 3 | 0 | 2 | 009:700 | +2    | 06:40  |
| 5.  | Fakel Woronesch      | 5   | 1 | 1 | 3 | 005:900 | −4    | 03:70  |
| 6.  | Dynamo Barnaul       | 5   | 0 | 0 | 5 | 004:140 | −10   | 0:10   |

### Gruppe 8
| Datum      |                   | Ergebnis |                   |
| ---------- | ----------------- | -------- | ----------------- |
| 20.02.1981 | Ararat Jerewan    | 0:1      | Spartak Kostroma  |
| 20.02.1981 | Metallist Charkow | 1:0      | SKA Odessa        |
| 20.02.1981 | Torpedo Moskau    | 2:1      | Rotor Wolgograd   |
| 23.02.1981 | Ararat Jerewan    | 2:1      | Metallist Charkow |
| 23.02.1981 | SKA Odessa        | 3:2      | Rotor Wolgograd   |
| 23.02.1981 | Torpedo Moskau    | 2:0      | Spartak Kostroma  |
| 26.02.1981 | Ararat Jerewan    | 3:1      | SKA Odessa        |
| 26.02.1981 | Metallist Charkow | 1:0      | Torpedo Moskau    |
| 26.02.1981 | Rotor Wolgograd   | 1:0      | Spartak Kostroma  |
| 01.03.1981 | Ararat Jerewan    | 2:0      | Rotor Wolgograd   |
| 01.03.1981 | Metallist Charkow | 1:0      | Spartak Kostroma  |
| 01.03.1981 | SKA Odessa        | 1:0      | Torpedo Moskau    |
| 05.03.1981 | Ararat Jerewan    | 2:2      | Torpedo Moskau    |
| 05.03.1981 | Metallist Charkow | 4:0      | Rotor Wolgograd   |
| 05.03.1981 | SKA Odessa        | 1:0      | Spartak Kostroma  |

| Pl. | Verein            | Sp. | S | U | N | Tore    | Diff. | Punkte |
| --- | ----------------- | --- | - | - | - | ------- | ----- | ------ |
| 1.  | Metallist Charkow | 5   | 4 | 0 | 1 | 008:200 | +6    | 08:20  |
| 2.  | Ararat Jerewan    | 5   | 3 | 1 | 1 | 009:500 | +4    | 07:30  |
| 3.  | SKA Odessa        | 5   | 3 | 0 | 2 | 006:600 | ±0    | 06:40  |
| 4.  | Torpedo Moskau    | 5   | 2 | 1 | 2 | 006:500 | +1    | 05:50  |
| 5.  | Spartak Kostroma  | 5   | 1 | 0 | 4 | 001:500 | −4    | 02:80  |
| 6.  | Rotor Wolgograd   | 5   | 1 | 0 | 4 | 004:110 | −7    | 02:80  |

## K.-o.-Phase

### Achtelfinale
| Datum      |                      | Ergebnis              |                   |
| ---------- | -------------------- | --------------------- | ----------------- |
| 12.03.1981 | Dynamo Kiew          | 3:0                   | Kairat Alma-Ata   |
| 12.03.1981 | Dinamo Minsk         | 1:0                   | Pamir Duschanbe   |
| 12.03.1981 | Lokomotive Moskau    | 2:2 n. V. (0:3 i. E.) | Metallist Charkow |
| 12.03.1981 | SKA Rostow           | 3:1                   | Iskra Smolensk    |
| 12.03.1981 | Spartak Moskau       | 1:0                   | Schachtjor Donezk |
| 12.03.1981 | Tschernomorez Odessa | 1:0                   | ZSKA Moskau       |
| 12.03.1981 | Zenit Leningrad      | 0:2                   | Dynamo Moskau     |
| 12.03.1981 | Ararat Jerewan       | 2:1 n. V.             | Dinamo Tiflis     |

### Viertelfinale
| Datum      |                   | Ergebnis              |                      |
| ---------- | ----------------- | --------------------- | -------------------- |
| 21.03.1981 | Dynamo Moskau     | 1:1 n. V. (4:2 i. E.) | Tschernomorez Odessa |
| 21.03.1981 | Metallist Charkow | 1:0                   | Dinamo Minsk         |
| 21.03.1981 | SKA Rostow        | 2:1 n. V.             | Ararat Jerewan       |
| 22.03.1981 | Spartak Moskau    | 3:0                   | Dynamo Kiew          |

### Halbfinale
| Datum      |                   | Ergebnis              |                |
| ---------- | ----------------- | --------------------- | -------------- |
| 27.04.1981 | Dynamo Moskau     | 0:1                   | SKA Rostow     |
| 27.04.1981 | Metallist Charkow | 0:0 n. V. (2:4 i. E.) | Spartak Moskau |

### Finale
| Paarung        | Spartak Moskau – SKA Rostow |
| Ergebnis       | 0:1 (0:0) |
| Datum          | 9. Mai 1981 |
| Stadion        | Olympiastadion Luschniki, Moskau |
| Zuschauer      | 81.250 |
| Schiedsrichter | Myroslaw Stupar |
| Tore           | 0:1 Sergei Andrejew (85.) |
| Spartak Moskau | Rinat Dassajew – Wladimir Sotschnow, Aleksandr Mirsojan, Gennadi Morosow, Wiktor Samochin – Sergei Schawlo, Alexander Schwezow (65. Alexander Kalaschnikow), Edgar Hess – Juri Gawrilow, Fjodor Tscherenkow, Jewgeni Sidorow, Sergei Rodionow. Cheftrainer: Konstantin Beskow                                   |
| SKA Rostow     | Wiktor Radajew – Sergei Jaschin, Alexander Andrjuschtschenko, Nail Kurjatnikow, Walerij Sujew, Pawel Gussew – Nikolai Romantschuk (61. Alexander Worobjow), Sergei Andrejew, Oleksandr Sawarow (90. Waleri Beresin), Ihor Hamula, Wjatscheslaw Dekterjow (58. Waleri Gontscharow) Cheftrainer: Wladimir Fedotow |
| Gelbe Karten   | keine – Wjatscheslaw Dekterjow |
| Besonderheiten | Mirsojan schießt Foulelfmeter an den Pfosten (35.) |